# بهرة سنة
البهرة السنة مجموعة سكانية من ولاية غوجارات في الهند. يتشاركون في عدد كبير من أوجه التشابه الثقافي مع البهرة الداودية، غالباً ما يتم الخلط بينهم. يستخدم المجتمع في باكستان اللقب «فهرة» وليس «بهرة» ويُعرفون باسم الفهرة السنة. يعيش بعض البهرة في سوراشترا ويطلق عليهم اسم بهرة كاثيوار السنة، ويعيشون بشكل رئيسي في أونا ديو ديلوادا وجوناجاد وفيرافال وباتان وجيتبور ومانجرول وبوربندر وباكستان في كراتشي.
تعيش أغلبية ساحقة من مجتمع البهرة الناطق باللغة الغوجاراتية في باكستان في مدينة كراتشي الساحلية بمقاطعة السند. وهم منظمون بشكل جيد ويضطلعون بأنشطتهم من خلال جمعيتهم الخاصة التي تتخذ من كراتشي مقراً لها وتدعى «جميعة مسلمي شاروتار»، وشاروتار هي اسم المنطقة في ولاية غوجارات الهندية التي ينتمي إليها أسلافهم.

## التاريخ والتوزيع
في القرن الخامس عشر، كان هناك انشقاق في مجتمع البهرة في باتان في ولاية غوجارات، حيث تحول عدد كبير من المستعلية الإسماعيلية إلى الفقه السني الحنفي. كان زعيم حركة التحول هذه إلى السنة جعفر باتاني، وهو نفسه من البهرة الذين اعتنقوا الإسلام السني. وهكذا تعرف هذه المجموعة الجديدة أيضاً باسم «البهرة الجعفرية» أو «البهرة الباتانية». في عام 1538، أقنع سيد جعفر أحمد شيرازي، داعية من السند، البهرة السنة بوقف العلاقات الاجتماعية مع البهرة الاسماعيلية، نتج عن هذا تحول كبير، حوالي 80٪، من الفقه الشيعي الإسماعيلي إلى الفقه الحنفي السني.